# De Joniske Øer
De Joniske Øer er en græsk øgruppe i Det Joniske Hav vest for hovedlandet. Øerne er opkaldt efter Io, præstinden som Zeus i sin forelskelse forvandlede til en kvie. Som kvie flygtede hun fra Lilleasien efter et bremsestik og passerede De Joniske Øer på svømmeturen til Egypten, hvorfra Zeus, forvandlet til en tyr, svømmede med deres afkom Europa til verdensdelen, der er opkaldt efter hende.
De Joniske Øer består af:
- Korfu
- Paxi / Paxos
- Lefkas / Lefkáda
- Ithaka / Itháki
- Kefallonia / Kefallinia
- Zákynthos / Zante
- Kithira
- Skorpios

Administrativt er De Joniske Øer et af de 13 Periferier i Grækenland, og er opdelt i fem regionale enheder, hvoraf de fire indtil 2011 var præfekturer: Korfu, Ithaka, Lefkas, Zakynthos samt Kefalonia der blev udskilt som regional enhed fra det tidliger præfektur Ithaka.